# Cylindrophis maculatus
Cylindrophis maculatus là một loài rắn trong họ Cylindrophiidae. Loài này được Linnaeus mô tả khoa học đầu tiên năm 1758.